# 구니타촌 (이바라키현)
구니타촌(国田村)은 이바라키현 나카군에 일찍이 존재했던 촌이다. 

## 지리
- 현재의 나카시 서부, 미토시 북부에 해당한다.

## 역사
- 1889년 4월 1일 - 정촌제 시행에 의해 나카군 구니타촌이 성립하였다.
- 1957년 6월 1일 - 구니타촌의 일부는 나카정에 편입, 잔부는 히가시이바라키군 이토미촌과 함께 미토시에 편입되었다.

## 인구
| 1891년 | 2,397 |
| 1920년 | 2,637 |
| 1935년 | 2,973 |
| 1950년 | 3,690 |

## 참고문헌
- 角川日本地名大辞典編纂委員会『角川日本地名大辞典 8 茨城県』、角川書店、1983年 ISBN 4040010809